# Earthrise
Earthrise è un singolo del gruppo musicale statunitense Starset, pubblicato l'8 ottobre 2021 come quarto estratto dal quarto album in studio Horizons.

## Descrizione
Si tratta della sesta traccia del disco e si caratterizza per le sonorità maggiormente melodiche in confronto al resto del materiale contenuto in Horizons.

## Video musicale
Il 7 ottobre 2021 il gruppo ha reso disponibile un lyric video animato per il singolo attraverso il proprio canale YouTube.

## Tracce
Hanno partecipato alle registrazioni, secondo le note di copertina di Horizons:
1. Earthrise – 4:56
2. Leaving This World Behind – 4:27
3. The Breach – 4:20
4. Infected – 3:08

## Formazione
Musicisti
- Dustin Bates – voce
- Paul Trust – interludi, arrangiamento strumenti ad arco, programmazione aggiuntiva
- Jasen Rauch – chitarra, basso
- Isaiah Perez – batteria
- Joe Rickard – programmazione
- Alex Niceford – programmazione
- David Angell – violino
- Carrie Bailey – violino
- Seanad Chang – viola
- Paul Nelson – violoncello

Produzione
- Joe Rickard – produzione, ingegneria del suono
- Dustin Bates – produzione esecutiva
- Jasen Rauch – ingegneria parti di batteria
- Dan Lancaster – missaggio
- Niel Nielsen – mastering
- Josh Keith – ingegneria strumenti ad arco